# 董浩雲日記
《董浩雲日記》，是前世界船王董浩云的私人日记，近代著名私家中文日记之一，对近现代中国历史有重要价值。日记记载跨度为1948年至1982年间，字数高达100万字。

## 简介
董浩云出身浙江宁波定海县。早在16岁就投身航运业。董氏先后创建有数个航运企业，包括中國航運公司、金山輪船公司、復興航業公司和東方海外貨櫃公司。20世纪40年代末，董氏的轮船就创下中国民族航运企业横渡太平洋、大西洋的记录。董氏以香港为基地，铸就航运王国，成为世界船王之一。
董浩云在1948年就有连续记日记的习惯，记录自己的生活、境遇和思想，直至他逝世。董浩云在世之时，并未考虑要出版自己的日记。董氏去世之后，日记由家人珍藏。但因董氏日记中有很多中国现代史的重要史料，很有研究价值。经家人长时间考量，最终决定出版，期间董浩云之女董建平做了大量工作，日记才得以付梓。
董氏日记最早由香港中文大学出版社于2004年11月出版。

## 趣闻
- 据董氏日记记载，董浩云曾捐巨资予中正紀念堂的建造[3]。
- 董氏日记提到长子董建华高达千余次，可见董氏用心良苦、教子有方[4]。
- 《董浩雲日記》，董氏长子董建华写序言[5]。